# Рамсарские угодья Казахстана
Рамсарская конвенция вступила в силу для Казахстана 2 мая 2007 года. На данный момент Казахстан имеет 10 объектов, объявленных водно-болотными угодьями международного значения, общей площадью 3 281 398 га.

## История
В 1976 году СССР внёс в Рамсарский список два водно-болотных угодья, находившиеся на территории Казахской ССР: «Тенгиз-Коргалжынская система озёр» и «Озёра в низовьях рек Иргиз и Тургай». Первый объект был заново включен в список в 2007 году после ратификации Конвенции Казахстаном, как независимым государством. Второй объект подтверждён в сентябре 2011 года.

## Список водно-болотных угодий
В данной таблице объекты расположены в порядке включения в список.
| #  | Название                                                  | Дата добавления в список | Область                                             | Площадь, га | ООПТ                                                                  | Координаты                      |
| -- | --------------------------------------------------------- | ------------------------ | --------------------------------------------------- | ----------- | --------------------------------------------------------------------- | ------------------------------- |
| 1  | Тенгиз-Коргалжынская система озёр                         | 11.10.1976               | Акмолинская область                                 | 353 341     | Коргалжынский заповедник                                              | 50°25′ с. ш. 69°15′ в. д.       |
| 2  | Озёра в низовьях рек Иргиз и Тургай                       | 11.10.1976               | Актюбинская область                                 | 348 000     | Иргиз-Тургайский резерват, Тургайский заказник                        | 48°42′ с. ш. 62°11′ в. д.       |
| 3  | Дельта реки Урал и прилегающее побережье Каспийского моря | 10.03.2009               | Атырауская область                                  | 111 500     | Резерват «Акжайык»                                                    | 46°58′ с. ш. 51°45′ в. д.       |
| 4  | Койбагар-Тюнтюгурская система озёр                        | 07.05.2009               | Костанайская область                                | 58 000      | -                                                                     | 52°39′ с. ш. 65°45′ в. д.       |
| 5  | Кулыколь-Талдыкольская система озёр                       | 07.05.2009               | Костанайская область                                | 8 300       | -                                                                     | 51°23′ с. ш. 61°52′ в. д.       |
| 6  | Жарсор-Уркашская система озёр                             | 12.07.2009               | Костанайская область                                | 41 250      | Жарсор-Уркашский заказник                                             | 51°22′ с. ш. 62°48′ в. д.       |
| 7  | Наурзумская система озёр                                  | 12.07.2009               | Костанайская область                                | 139 714     | Наурзумский заповедник                                                | 51°32′ с. ш. 64°26′ в. д.       |
| 8  | Алаколь-Сасыккольская система озёр                        | 25.11.2009               | Алматинская область, Восточно-Казахстанская область | 914 663     | Алакольский заповедник                                                | 46°16′ с. ш. 81°32′ в. д.       |
| 9  | Дельта реки Или и южная часть озера Балхаш                | 01.01.2012               | Алматинская область                                 | 976 630     | Резерват «Иле-Балхаш», Прибалхашский, Каройский и Куканский заказники | 45°35′52″ с. ш. 74°44′17″ в. д. |
| 10 | Малое Аральское море и дельта реки Сырдарья               | 02.02.2012               | Кызылординская область                              | 330 000     | Барсакельмесский заповедник                                           | 46°20′50″ с. ш. 61°00′09″ в. д. |